# Sze’i-Aszur
Sze’i-Aszur (akad. Še’i-Aššur, w transliteracji z pisma klinowego zapisywane mše-’i-aš-šur) – wysoki dostojnik za rządów asyryjskiego króla Adad-nirari II (911-891 p.n.e.), gubernator prowincji Kilizi; z asyryjskich list i kronik eponimów wiadomo, iż w 909 r. p.n.e. sprawował urząd limmu (eponima). Jego imieniem jako eponima datowana jest najwcześniejsza znana edycja roczników Adad-nirari II.